# Foxborough
Foxborough (auch Foxboro) ist ein Ort im Norfolk County im US-Bundesstaat Massachusetts, 35 Kilometer südwestlich von Boston.
Das U.S. Census Bureau hat bei der Volkszählung 2020 eine Einwohnerzahl von 18.618 ermittelt.
Bekannt ist Foxboro vor allem durch das Gillette Stadium, Heimat der New England Patriots (National Football League) und der New England Revolution (Major League Soccer).
Der Ort ist Namensgeber für die Automatisierungsfirma Foxboro.

## Geschichte
Die ersten Siedler ließen sich 1704 in dem heutigen Stadtgebiet nieder. 1778 wurde dann die Stadt gegründet. Benannt ist die Stadt nach Charles James Fox, einem britischen Staatsmann.

## Kultur und Sehenswürdigkeiten
In direkter Nachbarschaft zum Stadtgebiet befindet sich der Stausee Neponset Reservoir, in dem der Neponset River entspringt und der besonders bei Anglern sehr beliebt ist.

## Sport
Die New England Patriots sind in Foxborough beheimatet, damit ist sie die kleinste Stadt mit einem NFL-Team.
1999 fanden vier Vorrunden- und ein Halbfinal-Spiel der Fußball-Weltmeisterschaft der Frauen im Foxboro Stadium und 2003 zwei Vorrunden- und zwei Viertelfinal-Spiele der Fußball-Weltmeisterschaft der Frauen im Gillette Stadium statt.
2016 wurden des Weiteren drei Spiele der Copa América Centenario (Zwei Vorrunden- und ein Viertelfinalspiel) dort ausgetragen.
Außerdem kommt das Profiteam New England Revolution aus der Major League Soccer (Nordamerikanische Fußballliga) aus Foxborough. Das Team spielt im Gillette Stadium.

## Persönlichkeiten
- Otis Cary (1851–1932), Missionar, Theologe und Hochschullehrer
- Henry Russell Spencer (1879–1970), Politikwissenschaftler und Hochschullehrer
- Tim Lefebvre (* 1968), Bassgitarrist
- Joseph Edward Mulherin (* 1992), besser bekannt unter seinem Pseudonym nothing, nowhere., Sänger und Rapper